# Anna-Maria Hällgren
Anna-Maria Hällgren, född 1983, är en svensk konstvetare som 2019 är postdoktoral vid Institutionen för kultur och estetik vid Stockholms Universitet.
Under våren 2013 disputerade hon med en konstvetenskaplig avhandling om representationen av sociala problem i 1800-talets populärkultur. I avhandlingen sätter Hällgren fokus på observatören, snarare än det som observeras, och den visuella pedagogik som var en del av en social reformism under slutet av 1800-talet.
Hällgren har sedan 2015 publicerat artiklar i Svenska Dagbladet, så kallade "understreckare".